# Stefan Mitrović (fotbalist)
Stefan Mitrović (în sârbă Стефан Митровић, pronunțat [stêfaːn mǐtroʋitɕ]; n. 22 mai 1990) este un fotbalist sârb care joacă pe postul de fundaș central pentru Strasbourg.

## Cariera pe echipe
La 9 iunie 2012, Mitrović a semnat un contract pe trei ani cu Kortrijk în Prima Ligă Belgiană.
La 7 mai 2013, a semnat un contract cu Benfica pe cinci ani, fiind adus alături de alți conaționali în acea fereastră de transfer. În primele șase luni, a jucat doar pentru echipa a doua. La 22 ianuarie 2014 a fost împrumutat până la sfârșitul sezonului la Real Valladolid.
La 16 iulie 2014, Mitrović a fost cumpărat de SC Freiburg pentru 1,175 milioane de euro. El a debutat la 4 octombrie 2014, împotriva lui Werder Bremen. A semnat cu clubul francez RC Strasbourg care l-a adus de la clubul belgian Gent în iunie 2018.

## Cariera internațională
El și-a făcut debutul pentru echipa națională la 31 mai 2014, împotriva Panamei.
La 14 octombrie 2014, Mitrović a dat jos steagul „Albaniei Mari” în timpul unui meci de calificare pentru UEFA Euro 2016 din Belgrad, care a fost fluturat peste terenul cu o dronă controlată de la distanță.

## Statistici privind cariera

### Club
| Club           | Sezon         | Campioant | Campioant | Cupă    | Cupă   | Continental | Continental | Altele  | Altele | Total   | Total  |
| Club           | Sezon         | Meciuri   | Goluri    | Meciuri | Goluri | Meciuri     | Goluri      | Meciuri | Goluri | Meciuri | Goluri |
| -------------- | ------------- | --------- | --------- | ------- | ------ | ----------- | ----------- | ------- | ------ | ------- | ------ |
| Petržalka      | 2009–2010     | 9         | 0         | 0       | 0      | 0           | 0           | 0       | 0      | 9       | 0      |
| Petržalka      | Total         | 9         | 0         | 0       | 0      | 0           | 0           | 0       | 0      | 9       | 0      |
| Zbrojovka Brno | 2010–2011     | 8         | 0         | 0       | 0      | 0           | 0           | 0       | 0      | 8       | 0      |
| Zbrojovka Brno | Total         | 8         | 0         | 0       | 0      | 0           | 0           | 0       | 0      | 8       | 0      |
| Metalac        | 2011–2012     | 21        | 0         | 1       | 0      | 0           | 0           | 0       | 0      | 22      | 0      |
| Metalac        | Total         | 21        | 0         | 1       | 0      | 0           | 0           | 0       | 0      | 22      | 0      |
| Kortrijk       | 2012–2013     | 22        | 3         | 6       | 0      | 0           | 0           | 0       | 0      | 28      | 3      |
| Kortrijk       | Total         | 22        | 3         | 6       | 0      | 0           | 0           | 0       | 0      | 28      | 3      |
| Benfica B      | 2013–2014     | 8         | 0         | 0       | 0      | 0           | 0           | 0       | 0      | 8       | 0      |
| Benfica B      | Total         | 8         | 0         | 0       | 0      | 0           | 0           | 0       | 0      | 8       | 0      |
| Valladolid     | 2013–2014     | 16        | 0         | 0       | 0      | 0           | 0           | 0       | 0      | 16      | 0      |
| Valladolid     | Total         | 16        | 0         | 0       | 0      | 0           | 0           | 0       | 0      | 16      | 0      |
| Freiburg       | 2014–2015     | 14        | 0         | 2       | 0      | 0           | 0           | 0       | 0      | 16      | 0      |
| Freiburg       | Total         | 14        | 0         | 2       | 0      | 0           | 0           | 0       | 0      | 16      | 0      |
| Gent           | 2015–2016     | 21        | 1         | 5       | 0      | 7           | 0           | 5       | 0      | 38      | 1      |
| Gent           | 2016–2017     | 28        | 2         | 2       | 0      | 13          | 1           | 10      | 1      | 53      | 4      |
| Gent           | 2017–2018     | 19        | 0         | 2       | 0      | 2           | 1           | 0       | 0      | 23      | 1      |
| Gent           | Total         | 68        | 3         | 9       | 0      | 22          | 2           | 15      | 1      | 114     | 6      |
| Total carieră  | Total carieră | 166       | 6         | 18      | 0      | 22          | 2           | 15      | 1      | 221     | 9      |

### Meciuri la națională
Până pe 20 martie 2019
| Echipa națională a Serbiei | Echipa națională a Serbiei | Echipa națională a Serbiei |
| An                         | Meciuri                    | Goluri                     |
| -------------------------- | -------------------------- | -------------------------- |
| 2014                       | 6                          | 0                          |
| 2015                       | 2                          | 0                          |
| 2016                       | 3                          | 0                          |
| 2017                       | 2                          | 0                          |
| 2018                       | 0                          | 0                          |
| 2019                       | 1                          | 0                          |
| Total                      | 14                         | 0                          |

## Titluri

### Club
Strasbourg
- Coupe de la Ligue: 2018-2019